# Shingle Springs
Shingle Springs est une census-designated place du comté d'El Dorado, en Californie, aux États-Unis, située dans la Sierra Nevada Sa population s’élevait à 4 432 habitants lors du recensement de 2010.

## Démographie
| 2000  | 2010  | - | - | - | - |
| ----- | ----- | - | - | - | - |
| 4 479 | 4 432 | - | - | - | - |